# Biblioteca nacional de Romania
La Biblioteca Nacional de Romania (en romanès: Biblioteca Naţională a României), anteriorment Biblioteca Central de l'Estat, és la biblioteca més gran de Romania i està situada a Bucarest. Amb el pas del temps, la biblioteca ha tingut diferents noms, en funció del règim polític i dels poders que s'han succeït durant els més de cent anys d'existència. El fons de la biblioteca és d'aproximadament 13.000.000 d'unitats bibliogràfiques enciclopèdiques. S'organitzen en fons actuals (publicacions romaneses i estrangeres - llibres, diaris i revistes) i fons de col·leccions especials (bibliofília, manuscrits, arxius històrics, publicacions periòdiques romaneses antigues, gravats, fotografies, cartografia, audiovisuals).

## Història

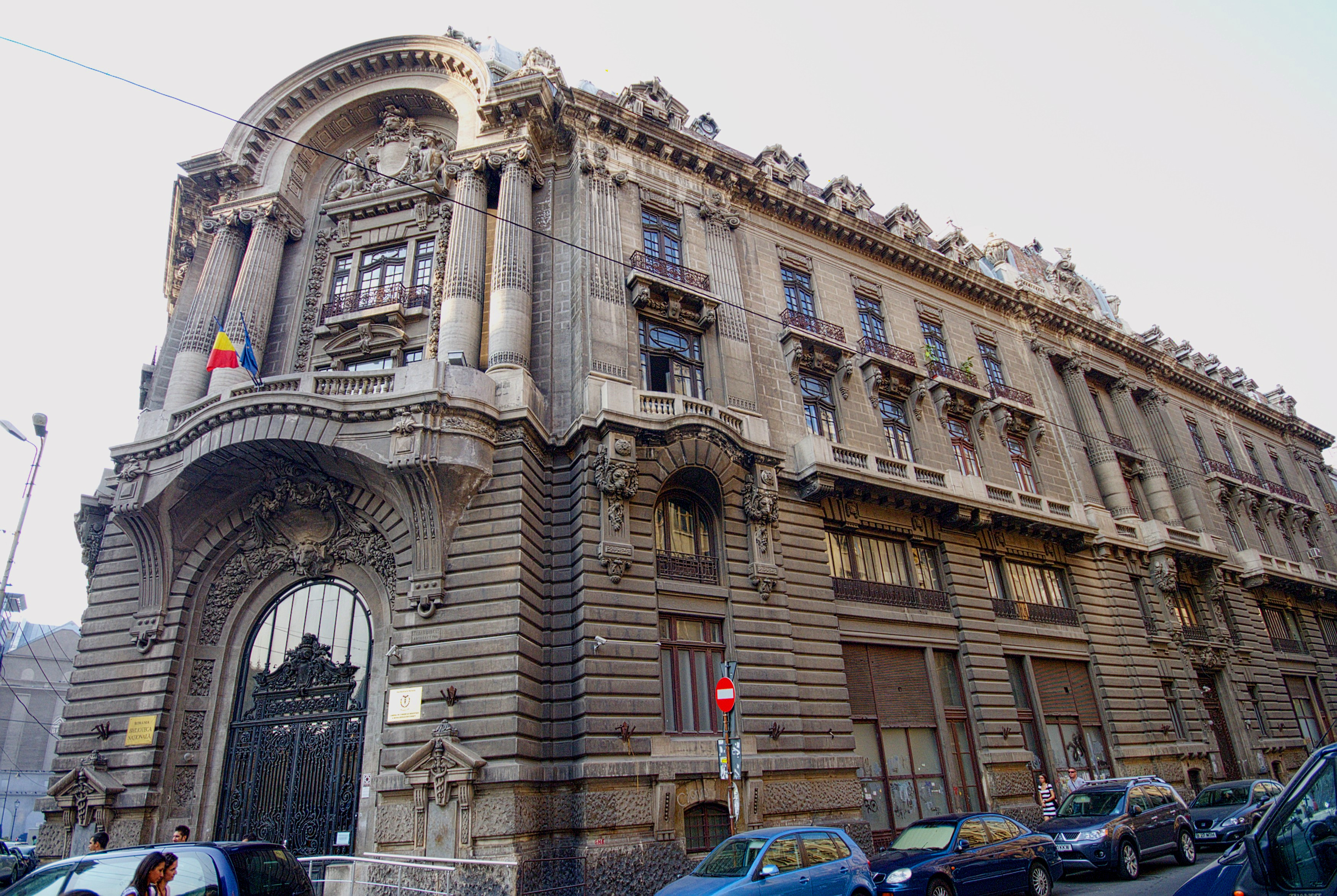
L'antiga seu de la Biblioteca fins al 2012.

Segons historiadors i investigadors, la Biblioteca Nacional de Romania té els seus orígens a la Biblioteca del Col·legi Sfântu Sava de Bucarest, una de les biblioteques més antigues i representatives de Romania. La biblioteca del col·legi St. Sava es va posar en marxa el 1838, en aquell moment el fons de la biblioteca era d'uns 1000 volums. Després de la Unió de 1859, el mateix any, la biblioteca va rebre l'estatus de biblioteca nacional. La biblioteca universitària va passar a anomenar-se Biblioteca Nacional i més tard Biblioteca Central.
El 1864, per la llei de regulacions públiques, fou nomenada Biblioteca Central de l'Estat, nom i estatus conservats fins al 1901. Després d'aquest any, fins al 1955, la biblioteca va ser abolida, les seves col·leccions van ser transferides a la Biblioteca de l'Acadèmia Romanesa, que va rebre l'estatus de biblioteca nacional.

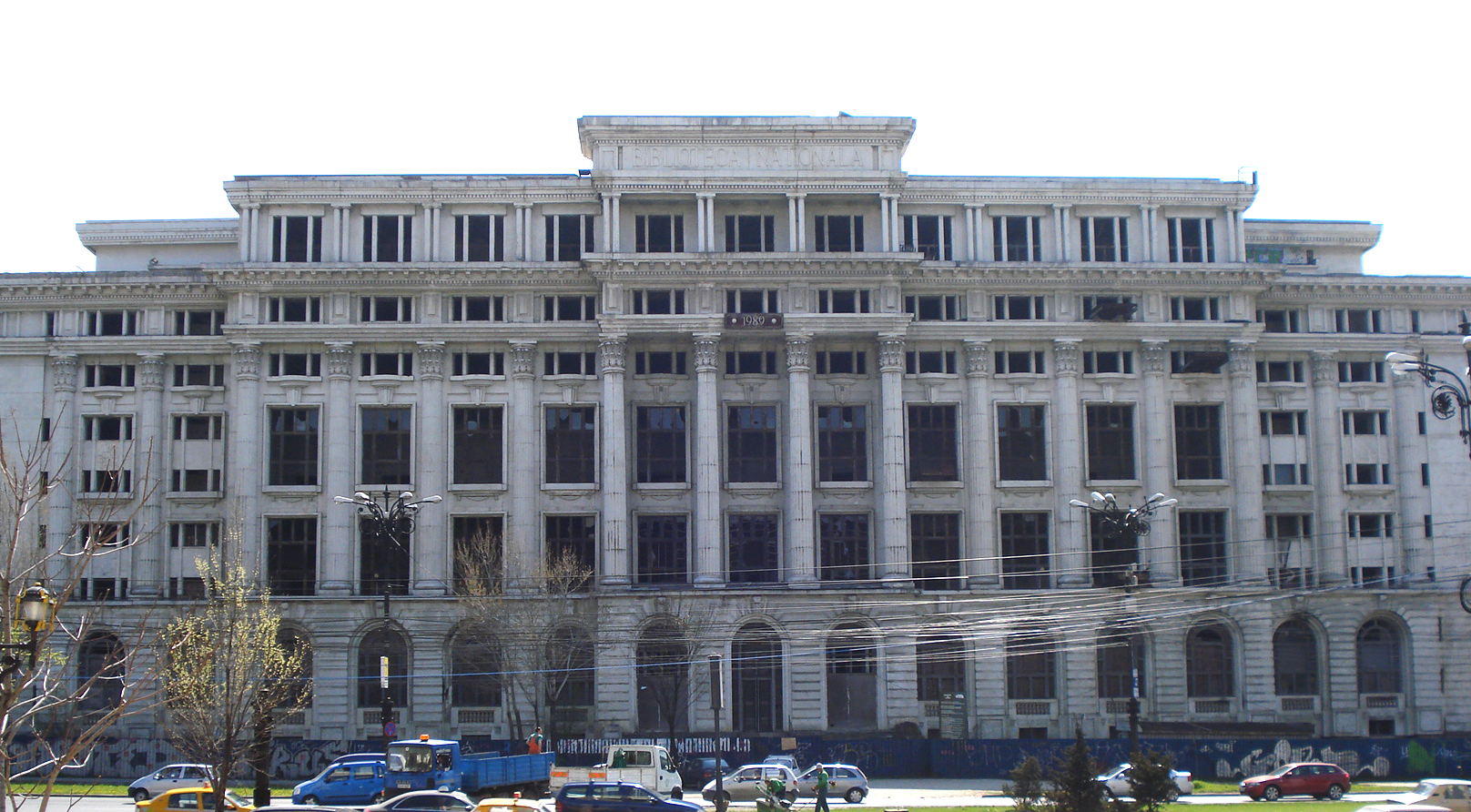
La nova seu de la biblioteca, tal com era el 2007, abans de la represa del funcionament el 2009.

El 1955 es va establir la Biblioteca Central de l'Estat com la biblioteca pública principals del país amb atribucions específiques d'una biblioteca nacional, segons els estàndards de la UNESCO La Biblioteca Central de l'Estat es va fer càrrec de part dels fons de l'antiga Biblioteca Central de l'Estat.
El 1962 la Biblioteca Batthyaneum d'Alba Iulia es va convertir en una sucursal de la Biblioteca Central de l'Estat. Després dels fets de desembre de 1989, la caiguda de Ceaușescu, més exactament el gener de 1990, la Biblioteca Central de l'Estat rep el nom de Biblioteca Nacional de Romania, nom conservat fins avui. El 1990, la Biblioteca Omnia de Craiova es va convertir en la segona sucursal de la Biblioteca Nacional de Romania.

## L'antiga seu
La primera seu de la Biblioteca Central de l'Estat va ser l'edifici del palau de la Borsa, al centre antic de Bucarest, prop de la plaça de la Universitat.
Al mateix temps, la Biblioteca Nacional de Romania té altres oficines, com ara els assentaments Ionel IC Brătianu, ubicats a Str. Església Amzei 5-7 sector 1, Bucarest: monument històric, on hi ha una gran biblioteca.

## La nova seu
La nova seu de la Biblioteca Nacional, des del bulevard Unirii núm. 22, de Bucarest, va ser dissenyat, realitzat però inacabat abans del 1989 per l'arquitecte Eliodor Popa. L'edifici va tenir una història turbulenta després de la Revolució.
No es va fer cap inversió durant llargs períodes, de manera que algunes parts de l'edifici es van deteriorar i, a més, el lloc va atraure lladres de ferralla i materials de construcció.
El 2002 va esclatar una gran controvèrsia al voltant de la construcció, després de ser transferida a l'administració de l' Administració autonòmica - Administració patrimonial del protocol estatal (RAAPPS) per convertir-la en la seu del govern. Aquest pla va ser finalment abandonat.
El 2006, el Ministeri de Cultura va decidir transformar l'edifici en un centre cultural i Biblioteca Nacional. Els treballs efectius van començar a la primavera del 2009.
El maig de 2010, el diputat del PDL, Silviu Prigoană, va presentar una proposta legislativa que preveia el trasllat del Parlament romanès a aquest edifici, però la seva iniciativa no va ser adoptada.
Actualment, l'edifici el va acabar l'empresa Aedificia Carpați, que va guanyar la licitació per acabar l'edifici, per un import de 69 milions de lei sense IVA, el cost final de la inversió ascendia a 106 milions d'euros.
El 22 d'abril de 2012, el patriarca Daniel de l'Església Ortodoxa Romanesa va consagrar la nova seu de la Biblioteca Nacional de Romania, que es va obrir al públic el 23 d'abril de 2012.
La biblioteca té 14 sales de lectura i més de 12 milions de llibres. El Centre Nacional de Patologia i Restauració de Documents també opera a l'edifici.